# Raadhuis van de Hoofdstad (Gdańsk)

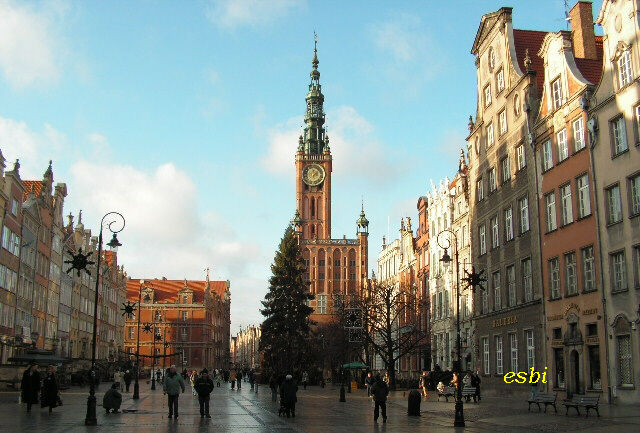
Zicht op het Raadhuis van de Hoofdstad

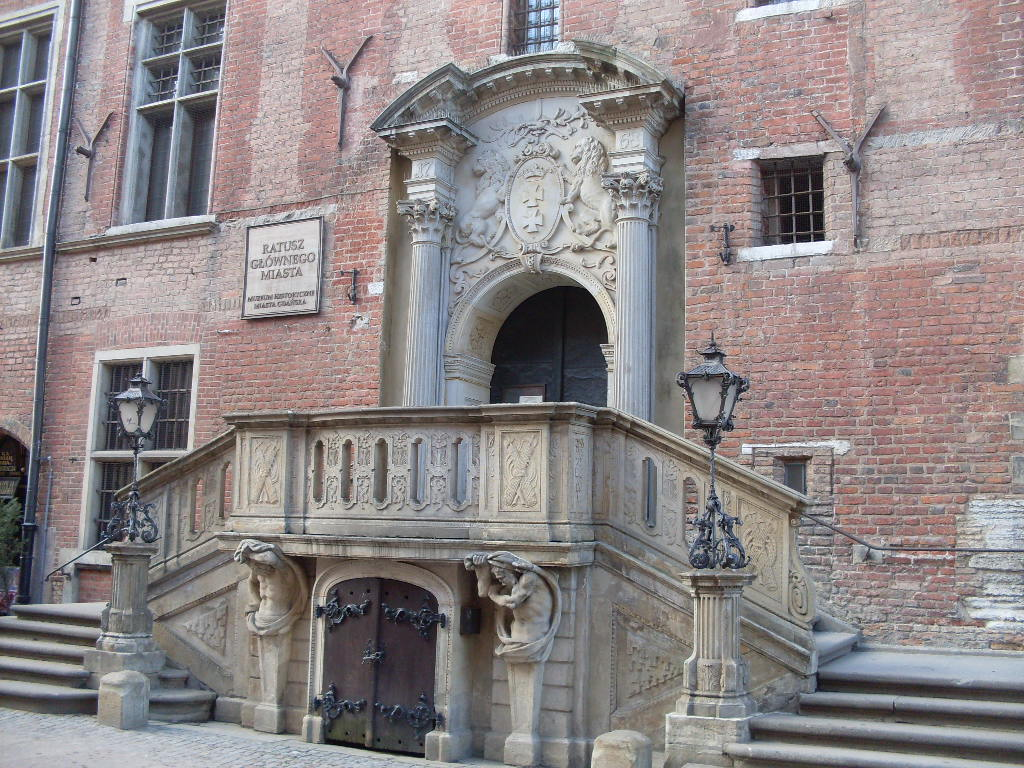
Ingangsportaal van het raadhuis

Het Raadhuis van de Hoofdstad (Pools: Ratusz Głównego Miasta, Duits: Rechtstädtisches Rathaus) is een van de historische raadhuizen van de Pommerse stad Gdańsk, voorheen Danzig, dat thans in gebruik is als museum.
Het raadhuis bevindt zich op de Lange Markt in het historische stadsdeel Rechtsstad, dat zijn naam dankt aan de tijd van de Duitse Orde. Het raadhuis is centraler gelegen en ouder dan het Oudestadsraadhuis.
De voorloper van het gebouw was een hanzekantoor, dat rond de eeuwwisseling van de dertiende naar de veertiende eeuw tot stand kwam. Het raadhuis kwam tussen 1327 en 1336 tot stand. De toren werd tussen 1486 en 1488 gebouwd onder leiding van Heinrich Hetzel. Na een brand in 1556 werd het oorspronkelijke gotische raadhuis omgebouwd in stijl van het maniërisme. Het raadhuis kreeg een nieuwe torenspits, die in 1561 opgesmukt werd met een gouden windwijzer van koning Sigismund II August. Vanuit de 81 meter hoge toren biedt kan men de hele stad zien.
Tijdens het Pommerenoffensief werd een groot deel van de toen nog Duitse stad Danzig verwoest, waaronder ook het raadhuis. Na de oorlog, toen de stad terug Pools werd, begon de renovatie die in 1970 voltooid werd. 
Sinds de restauratie huisvest het gebouw het historisch museum van Gdańsk.
- International Standard Name Identifier: 0000 0001 2229 380X
- Library of Congress Control Number: n85182624
- Nationale Bibliotheek van Israël: 987007288823805171
- Virtual International Authority File: 152511833